# Juan de Dios Aldea Fonseca
Juan de Dios Aldea Fonseca (Chillán, Chile, 24 de mayo de 1853-Iquique, 24 de mayo de 1879) fue un marino chileno. Es considerado, junto con Arturo Prat e Ignacio Serrano, uno de los máximos héroes navales de la historia de Chile.
En el contexto de la Guerra del Pacífico, participó como sargento segundo a bordo de la corbeta Esmeralda en el combate naval de Iquique; producto de las heridas producidas a bordo del monitor Huáscar, murió tres días después del combate naval.

## Infancia y juventud
Fue hijo del profesor José Manuel Aldea Contreras y de Úrsula Fonseca. Por ascendencia paterna, tenía un parentesco cercano con el ministro de gobierno del general Bernardo O`Higgins Riquelme, José Antonio Rodríguez Aldea.
Su niñez transcurrió en Santiago, junto a sus abuelos paternos, Juan de Dios Aldea y María Antonieta Contreras. A los ocho años de edad fue llevado por su padre a la escuela franciscana de Chillán, que él dirigía, donde se distinguió por su excelente caligrafía y su manifiesto interés por los ejercicios militares.
Este interés infantil maduraría con fuerza en Juan de Dios durante su juventud, lo que culminó en su enrolamiento, a los 19 años de edad, como soldado voluntario en la Comisión de Enganche del Batallón de Artillería de Marina, con sede en Valparaíso.

## Carrera naval
Su amor a la patria y a las armas era una cuestión heredada. El diario "La Discusión de Chillán" al referirse a los varones de la familia Aldea, señala que en su mayoría han sido hombres de armas. En efecto, muchos de esos Aldea, valerosos guerreros, dignos predecesores del héroe de La Esmeralda, entregaron sus vidas en los campos de batalla. Bien se podría afirmar que para el sargento Aldea no se trataba más que de una vocación irresistible.
Como soldado voluntario del Batallón de Artillería de Marina, existente en Valparaíso, permaneció en la Primera Compañía de ese Batallón, hasta marzo de 1874. En abril de ese año fue enviado en comisión a Valdivia. El 11 de mayo de 1874 ascendió a Cabo 2.º Permaneció en la Primera Compañía hasta junio de 1877, con excepción de una comisión del servicio a Punta Arenas durante junio y julio de 1875.
El 1 de enero de 1876 ascendió a Cabo 1.º y un año después, el 1 de enero de 1877 ascendió a Sargento 2.º En junio de 1877 se embarcó en la corbeta Esmeralda y zarpó con su buque a recorrer el litoral, regresando a Valparaíso en noviembre del mismo año.
En febrero de 1878 fue transbordado al pontón Thalaba en el que permaneció hasta marzo. En abril regresó a la Primera Compañía del Batallón de Artillería de Marina. En octubre volvió al Pontón Thalaba por dos meses y luego regresó a su Compañía, siendo asignado a la Guardia de la Intendencia de Valparaíso.

### Participación en la Guerra del Pacífico
Declarada la guerra contra Perú y Bolivia, en abril de 1879, fue transbordado a la corbeta Esmeralda, la peor embarcación de la escuadra chilena y que se pensaba sería utilizada (junto a la Covadonga a cargo de Carlos Condell) sólo para realizar la guardia del bloqueo al puerto peruano de Iquique, mientras que el resto de la escuadra, bajo el mando del Almirante Juan Williams Rebolledo, emprendía viaje al Callao a enfrentarse con las naves peruanas.
Este enfrentamiento no pudo llevarse a cabo, puesto que durante el viaje ambas escuadras se cruzaron sin verse, permitiendo que en la madrugada del 21 de mayo de 1879, el monitor peruano Huáscar y la fragata blindada Independencia, llegaran a Iquique y atacaran a las naves chilenas. Al darse la alarma del avistamiento, Aldea cubrió su puesto de combate junto al comandante Arturo Prat. Allí escuchó la inmortal arenga de Prat a los hombres de la Esmeralda:
"Muchachos, la contienda es desigual. Nunca se ha arriado nuestra bandera ante el enemigo y espero que no sea ésta la ocasión de hacerlo. Por mi parte, os aseguro que mientras yo viva, esa bandera flameará en su lugar y si yo muero, mis oficiales sabrán cumplir con su deber...¡¡¡VIVA CHILE!!!" 

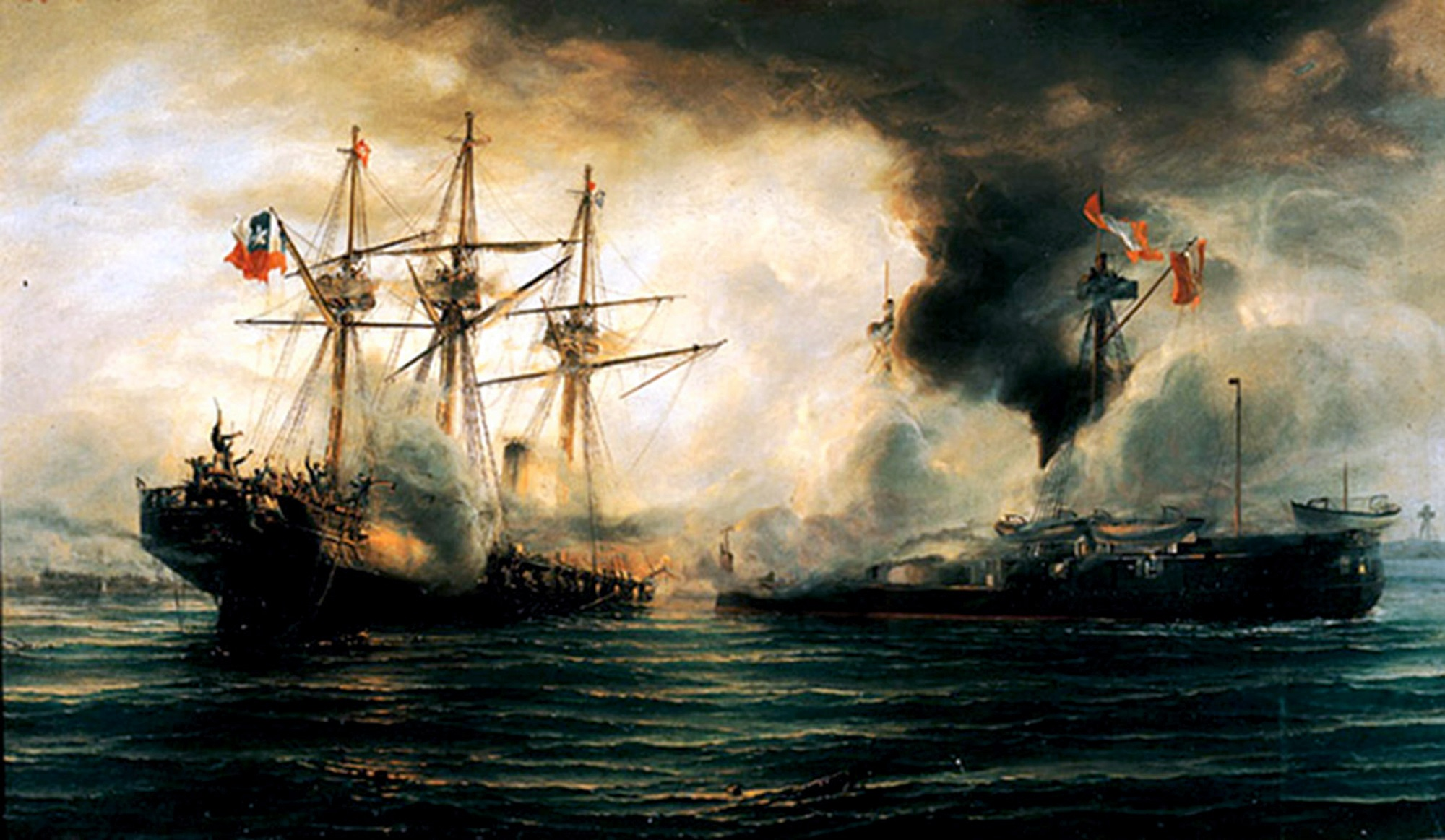
Hundimiento de La Esmeralda

La desigual correlación de fuerzas fue evidente desde el comienzo del combate. Sin embargo, premunido de su espíritu de sacrificio y de la certeza de la importancia de su gesto para el desenlace de la guerra, Prat decidió no rendirse. Después de un intenso fuego cruzado, el Huáscar logra por fin dar un certero espolonazo a la Esmeralda. Prat, alentando a sus hombres y exclamando ¡Viva Chile!, saltó al abordaje del monitor peruano, donde encontró la muerte.
Juan de Dios Aldea acompañó a Prat en su heroico abordaje a la nave enemiga, a pesar de no tener ninguna opción de ganar, respondiendo únicamente a su sentido del deber. Es acribillado a bordo del Huáscar. Las balas le perforan el cuello, un costado del cuerpo, el brazo izquierdo y la pierna derecha.
Alrededor de las 19.00 horas del 21 de mayo de 1879, fue dejado por los peruanos en el muelle de Iquique junto a los cadáveres de su comandante y del teniente Ignacio Serrano Montaner. Entrada la noche, alrededor de las 20.30 horas, fue recogido por el ciudadano italiano Adolfo Gariazo y otros extranjeros avecindados en Iquique y llevado al hospital, donde sufrió la amputación del tercio superior de su brazo herido y posteriormente igual intervención en su pierna derecha, lo cual no logró superar, falleciendo el día 24 de mayo, día que cumplía 26 años.
Fue enterrado al día siguiente en una fosa común y su cadáver exhumado el 1 de junio de 1881, gracias a la información dada por el joven español Feliciano Arego, quien había observado su entierro y a la comisión formada para ese efecto.

## Epónimos
Son diversos los emblemas, lugares e iconos nacionales que homenajean la heroica muerte de Juan de Dios Aldea:
- El nombre de una de las unidades de la Armada de Chile lleva su nombre (ver: Sargento Aldea (LSDH-91)).
- El Cuerpo de Infantería de Marina de Chile lo menciona en su himno ("La Patria en mi confiará siempre, mi lema ha sido lealtad, que Aldea heroico nos legara al morir junto al bravo Prat"[6]).
- Dos islas chilenas -una en territorio continental y otra en la Antártida- llevan su nombre (ver: Isla Aldea, Isla Aldea en la Antártida).
- Al menos cuatro Compañías de bomberos llevan su nombre (Sexta Compañía de Bomberos de Iquique,[7] Segunda Compañía de Bomberos de Llayllay ,Tercera compañía de Cuerpo de Bomberos de Curicó) y Décima compañía de Cuerpo de Bomberos de Viña del Mar
- Múltiples plazas públicas, así como colegios,[8] estaciones de metro[9] y calles del país, son bautizadas tras el nombre del sargento.
- El poeta nicaragüense Rubén Darío, en su "Canto épico a las Glorias de Chile", le dedica unos versos, exaltando su valentía y lealtad:

Pudo Aldea, el bravo Aldea,
acompañar a Prat en aquel día
en su hazaña grandiosa y gigantea.
Era el vivaz sargento
espíritu y aliento,
músculo y corazón, el soberano
compuesto que al calor de nuestros soles
aduna a sangre y nervios españoles
la médula de león del araucano.
Era el roto bravío
pecho de caballero,
que pelea con el brío
y sucumbe altanero
Sus restos reposan en la cripta del Monumento a los Héroes de Iquique en Valparaíso.